# 윤창구
윤창구(尹昌求, 1941년 12월 18일 ~ 1991년 7월 27일)는 대한민국의 화학자 겸 공학자, 교육인이다. 윤택선과 이기화의 7남매 중 다섯째 아들로, 제4대 대한민국 대통령이자 2대 서울특별시장을 지낸 윤보선, 서울대학교의 총장과 부총장을 지낸 윤일선, 화가 윤시선, 공무원 윤원선의 조카이다. 본관은 해평이다.
미국으로 유학 미네소타 대학 화학공학과를 졸업하고, 여러 연구소의 화학 연구원으로 활동하다 1972년에 귀국, 동년 한국과학기술연구소에서 연구 활동을 하였다.

## 생애

### 초기 활동
1941년 12월 28일 일제강점기 경성부 종로방 안국동(현, 서울특별시 종로구 안국동)에서 윤택선과 이기화의 7남매 중 다섯째 아들로 태어났다. 할아버지는 윤치소이고, 증조부는 윤영렬이며 종증조부는 윤웅렬이다. 대한민국의 제4대 대통령과 제2대 서울특별시장을 지낸 윤보선은 그의 백부이다.
경기고등학교를 졸업하고 서울대학교 화학공학과에 진학하였다. 1963년 서울대학교 화학공학과를 졸업한 후 그 해 육군에 장교로 입대하여, 1965년에 육군 소위로 예편하였다.

### 연구 활동
미국 미네소타 대학교 화학공학과로 유학을 갔다. 대학 졸업 후 당시 석유공사라는 안정된 직장에 취직이 보장되어 있었으나, 이를 포기하고 유학 기회가 생기자 큰 뜻을 품고 미국행 배를 타게 된 것이다. 미국 미네소타대에서 유학 중인 1967년 미국 허나웰우주연구소 연구원을 시작으로 이후 연구소의 연구원으로 생활하였다. 1970년 존즈홉킨즈 대학 화학 연구원이 되고, 그해 미네소타 대학교 대학원에서 화학공학 박사 학위를 받았다. 1971년부터 73년까지는 영국 스크레드 클라이드 대학교 연구원으로 초빙되었다.
1972년에 귀국하여, 동년 10월 한국과학기술연구소(KIST)에 부임하여 연구원으로 활동했다. 그 뒤 KIST 화학공정연구실장이 되었고, KIST화학공학부 부장, 공정연구부 부장까지 지냈다. 1983년에는 미국 미시간 대학 연구교수로 초빙되었다. 또한 국내외에서 화학 관련 5건의 특허권을 획득하고 37편의 논문을 썼으며, 영문 잡지와 언론의 칼럼니스트로도 활동하였다.

### 생애 후반
미네소타대에서 수학 중 미국 하니웰 우주항공사 연구원으로 2년간 일하기도 하였고 화학공학 박사를 받은 후 미국 미시간대, 존스홉킨스대, 영국 스트랏클라이드대 등에서 연구한 후 KIST 화학공정연구실장으로 부임하게 된다. 1990년 한국과학기술연구원 공정부장이 되고, 1991년 5월 정부 기관인 국가과학기술자문회의 자문위원으로 위촉되었다.
그러나 1991년 7월 발병하여 서울대학교 대학 병원에 입원하였으나, 그해 7월 27일에 서울대학교 병원에서 골수암으로 갑자기 사망한다. 당시 향년 49세였다.

### 사후
7월 30일 한국과학기술원 존슨 강당에서 KAIST장으로 장례식을 한 후 경기도 평택군 팽성읍 객사리 부용산(현, 경기도 평택시 팽성읍 객사리 부용산) 선영, 증조부 윤영렬·한진숙 묘소 근처에 안장되었다. 1993년 한국화학공학회에서 '윤창구 상'을 제정하였다.

## 학위
- 1963년 서울대학교 화학공학 학사
- 1970년 미국 미네소타대학교 대학원 화학공학 박사

## 저서
- THIRD MILLENNIUM OF KOREAN HISTORY

## 가족
- 아버지 : 윤택선(尹澤善, 1914년 11월 20일 ~ 1998년 4월 6일)
- 어머니 : 이기화(李起和, 1914년 5월 7일 - 1996년 5월 30일), 참봉 이돈의(李燉儀)의 딸, 조부는 중추원참의 이근우(李根宇)
  - 형 : 윤성구(尹星求[1], 미시건 대학 수의학과 졸업, 미국 한인교회 목사[2])
  - 형 : 윤철구(尹喆求), 쌍용자동차 부사장[3]
  - 누나 : 윤경남(尹慶男, 번역문학가로 이화여대를 졸업했다. 샬롬노인문화원장, 좌옹 윤치호 문화사업회 이사를 역임했다.[4][5]
  - 매부 : 민석홍(閔碩泓, 전 쌍용자동차 고문[6])
  - 누나 : 윤화자(尹和子), 사업[6]
  - 매부 : 민병국(閔丙國, 변호사[6])
  - 동생 : 윤석구(尹奭求), 사업[6], 건창운수 이사[2]
  - 동생 : 윤범구(尹範求, 1946년 - 2009년 1월 2일), 주식회사 후리코 대표이사[2]
- 양조부이자 숙조부 : 윤치병(尹致丙, 1880년 음력 6월 4일 - 1940년 양력 1월 24일)
- 양조모이자 숙조모 : 허병숙( 1884년 - 1954년 7월 6일)
- 조부 : 윤치소(尹致昭, 호는 동야(東野), 1871년 음력 8월 25일 - 1944년 양력 2월 20일)
- 조모 : 이범숙(李範淑, 호는 명사(明師), 1876년 10월 15일 - 1969년 6월 18일)
  - 백부 : 前 대통령 윤보선 (尹潽善 ,호는 해위(海葦), 1897년 8월 26일 - 1990년 7월 18일), 대한민국 제4대 대통령
  - 백모 : 前 영부인 공덕귀(孔德貴, 1911년 4월 21일 - 1997년 11월 24일), 제4대 대통령 영부인
  - 백부 : 윤원선(尹源善, 호는 활천(活泉), 1910년 10월 27일 - 1971년 12월 16일, 전 경기도지사
  - 백모 : 이진완(李辰琬, 1916년 5월 18일 - 1997년 10월 7일) 헌의대원왕의 증손녀, 영선군 이준용의 딸

## 같이 보기
- 윤치소
- 윤시선
- 윤택선
- 윤보선
- 카이스트